# Kazuyuki Nagashima
Kazuyuki Nagashima (jap. 長島和幸 Nagashima Kazuyuki; ur. 25 września 1981) – japoński zapaśnik w stylu wolnym. Zajął 21. miejsce na mistrzostwach świata w 2009. Zdobył srebrny medal na igrzyskach azjatyckich w 2010 i brązowy medal na mistrzostwach Azji w 2008. Trzeci na akademickich mistrzostwach świata w 2004. Sięgnął po brązowy medal na juniorskich mistrzostwach świata w 2004 roku.